# ساكن محسن محمد (مكيراس)

تعديل مصدري - تعديل

ساكن محسن محمد هي إحدى قرى عزلة مكيراس بمديرية مكيراس التابعة لمحافظة البيضاء، بلغ تعداد سكانها 27 نسمة حسب تعداد اليمن لعام 2004.